# Die Jagd nach Liebe
Die Jagd nach Liebe ist ein Roman von Heinrich Mann, erschienen 1903. Der Text war erst im Januar desselben Jahres entworfen und die Niederschrift bereits im Sommer abgeschlossen worden.
Der dekadente Millionärssohn Claude begehrt die schöne Ute, wird sie aber nie besitzen.

## Handlung

### Jagd
Am Tag, als die Romanhandlung einsetzt, ist der alte Marehn, ein millionenschwerer Münchner Bau-Spekulant, Vater des 20-jährigen Claude Marehn, gerade gestorben. Karl Panier, 63-jährig, ebenfalls Spekulant, wird zum Vormund des noch minderjährigen Claude bestimmt.
Claude unterliegt auf der Jagd nach Liebe den schönen Frauen; zuerst und hauptsächlich der selbstbewussten, ebenfalls 20-jährigen Schauspielstudentin Ute Ende. Ute lässt keinen Mann an sich heran und lebt bienenfleißig nur ihrer Bühnenkarriere. Doch bald findet die unnahbare Ute in Karl Panier, dem Lustgreis mit den Gichtknoten an den Händen, ihren Meister. Der alte Mann entjungfert die ehrgeizige Ute, nachdem er sie zunächst als Mäzen großzügig fördert und darauf unverzüglich mit einem präparierten Bonbon kirre macht.
Karl Panier ist es auch, der Claude fast jede begehrenswerte junge Frau – egal ob nun Jungfrau oder Kokotte – vor der Nase wegschnappt und hastig vernascht. Dabei unterstützt der Vormund und notorische Schürzenjäger Panier sein Mündel Claude immerwährend maßvoll finanziell.
Weil Claude nach langem Bemühen seine große Liebe Ute nicht bekommen kann, führt er mit ihrer Bühnenrivalin, der 17-jährigen Gilda Franchini, die aus Frankfurt an der Oder stammen soll, ein ausschweifendes Sexualleben. Claude erkennt, dass er eigentlich nur Ute liebt. Als Claude schließlich, ausgepowert vom zügellosen Leben, trocken hüstelt, ihm die Haare ausfallen (Symptom fortgeschrittener Syphilis) und er todsterbenskrank darnieder liegt, ist es Ute, die von auswärts ans Sterbebett des noch nicht einmal 25 Jahre alten Claude eilt und seine letzten Tage bewacht. Am Romanschluss will Ute in dem Moment Claude ihre Liebe gestehen, als er stirbt. Leider ist Utes letzter Auftritt im Roman, wie fast alles, was die junge Schauspielerin unternimmt, Theater.

### Liebe
Heinrich Mann erzählt die Liebesgeschichte von Claude und Ute. Das Pärchen kennt sich seit Kindertagen. Beide haben ein gespanntes Verhältnis zu ihren Eltern. Claude will mehr als so etwas wie bloße Geschwisterlichkeit. Als angehende Schauspielerin hat und will Ute kein Verhältnis, obwohl es das Publikum von ihr erwartet. Claude begehrt Utes lange Schenkel. Er betet Ute an. Die will davon nichts wissen.
Bereits Jahre vor Beginn der Romanhandlung hatte sie ihn abgewiesen. Als Ersatz hatte sich der seinerzeit siebzehnjährige Claude Frauen genommen – eine nach der anderen. Zwar verträgt Claude die Weiber nicht, braucht sie jedoch als Mittel gegen seinen überaus lästigen Kopfschmerz. Das Dumme ist bloß – Claude begehrt eigentlich nach wie vor nur Ute. Claude verspricht, sie eine Weile in Ruhe zu lassen, als sie an einer auswärtigen Bühne arbeitet. Während Claude in München brav wartet, wird Ute von Panier verführt (siehe oben). Dabei hatten sich Claude und Ute im Sommer wie Geschwister geliebt. Ute zu lieben, darin sieht Claude den Sinn seines Lebens. Er würde Ute, wenn das möglich wäre, über seinen Tod hinaus lieben. Ute gesteht Claude, sie liebe ihn nicht, sie liebe vielmehr die Kunst. Claude schmollt, nimmt sich andere Frauen (die gestehen untereinander, Claude liebe sehr gut) und verzehrt sich nach Ute. Die weist ihn wieder ab. Claude missbraucht die nächste Jungfrau.
Doch er sucht Ute; nimmt alle ihre Worte und Gesten begierig auf. In ihrer Bühnensprache quält sie ihn, gesteht ihm ihre Abneigung. Ute besitzt nicht das Talent der Franchini. Einsam steckt sie Misserfolge ein. Claude will endlich Erfolg im Leben, und die Kraft dafür will er aus der Sehnsucht nach Ute nehmen. Claude baut – nur für Ute – ein Theater in München. „Die rosaseidenen Höschen“, ein Stück, das Pömmerl, einer der vielen Freunde Claudes, Ute auf den Leib geschrieben hat, wird nicht der erhoffte Erfolg. Der Theaterneubau erweist sich als wirtschaftlicher Fehlgriff. Professor von Archibald, ein weiterer Lustgreis, steigt mit Ute genau nach dem Rezept Paniers ins Bett. Claude, von Ute erneut verlassen, bescheinigt sich nach dem „Erfolg“ von Archibalds bei Ute Liebesunfähigkeit.

### Gute Freunde
Claude mangelt es nicht an Freunden, die den Universalerben anpumpen.
- Spießl, der 20-jährige Nihilist, stellt Claudes Sucht nach der Frau Ute auf eine Stufe mit dem Stuhlgang. Er analysiert Claudes Trieb unbarmherzig und seziert ein Stück Urmensch, vererbt von Claudes mannstoller Mutter, der Witwe Melanie Marehn. Dieses tolle Vieh, in Claude drin, jage nach Liebe. Deshalb werde aus Claude nie ein ganzer Nihilist.
- Der reiche, impotente Kaufmannssohn Köhmbold will nur die Schönheit.
- Der Dichter Pömmerl gibt mit Claudes Geld das erfolglose Monatsblatt „Der Rosenbusch“ heraus.
- Professor von Archibald, Direktor der Akademie für dramatische Kunst, ist zwar nicht Claudes Freund, doch er versteht es, aus dem unternehmerischen Ungeschick Claudes Kapital zu schlagen, ebenso, wie er schon Claudes Vater übertölpelte. Der Direktor will Ute fördern, falls sie ihm zu Willen ist. Ute weist den Lüstling zunächst ab. Nach dem Misserfolg „Der rosaseidenen Höschen“ gibt Ute dem neuerlichen Drängen des Direktors nach und wird zur Belohnung von ihm nach Berlin engagiert. Claude erfährt vom Akt des Ungeheuers aus Utes Munde und zerbricht daran. Er hasst Ute und bäumt sich auf. Claude will die Geliebte, obwohl sie sich den Greisen hingibt. Ute macht nicht mit. Sie hält sich für stark, bringe sie doch ihrer Kunst ein Opfer. Ute ist stark. Und Claude, von ihrem Willen besiegt, erlahmt und gibt klein bei. Er entschuldigt die Geliebte. Sie könne nicht lieben.
- Hauptmann von Eisenmann, der Geliebte von Claudes Mutter, will nur das Beste für Claude. Der Hauptmann will den Jungen erziehen und beherrschen wie er die ziemlich junge Witwe Melanie beherrscht.

Zuletzt, an Claudes Krankenlager, lassen sich die guten Freunde höchstens einmal sehen. Panier, durch einen Schlaganfall teilweise gelähmt, ist die rühmliche Ausnahme. Er steht dem Kranken bei.
- Der junge Ende, Utes Vater, meint, die Schauspielerei der Tochter sei weniger wichtig. Menschlicher wäre es doch, Ute wachte am Sterbebett über die letzten Stunden Claudes. Dabei will der heuchlerische Vater über die Tochter an Claudes Besitz heran.

### Kapitalisten, Strohmänner, Proletarier
Der Roman ist ein Zeitdokument aus dem Deutschen Reich an der Schwelle zum 20. Jahrhundert.
Panier erläutert Claude das System seines seligen Vaters. Eine Hypothek wird bei der Bank aufgenommen. Der Zins wird aus dem Verkauf eines Grundstücks gezahlt. Niemand weiß, über welchen Besitz der Spekulant verfügt, nicht einmal er selber.
Claude hegt Bedenken gegen diese Praxis. Als sich zum Beispiel einer der an den oben genannten „Manipulationen“ beteiligten Strohmänner erhängt, hat er Gewissensbisse. Der Gauner Panier hingegen geht über Leichen.
Einen zornigen Arbeiter, das ist der Bruder einer der vielen jungen Frauen, die Claude nacheinander besitzt, nimmt Panier einfach mit ins Café Luitpold. Claude ist mit von der Partie. Man betrinkt sich und benimmt sich gehörig daneben. Der Prolet will nun nicht mehr aufbegehren und bedankt sich für den netten Abend. Wir schreiben das Jahr 1903. Noch hat Panier den Arbeiter nahezu spielerisch fest im Griff.

## Zitate
- „Wer lügt, ist nicht frei.“[3]
- „Jeder Gang zu einer Frau ist ein Schicksalsgang.“[4]

## Selbstzeugnisse
- Heinrich Mann
  - am 10. Januar 1904 an Ludwig Ewers: „Das viele Gesellschaftliche stört, war aber nötig, weil es die Figuren des Helden und der Heldin näher bestimmt.“[5] Ein Vierteljahr später freut er sich, weil der Freund das Buch ein Dekameron genannt hat und erläutert: „Nun ist Claude aber nicht nur ein dekadenter Liebhaber, sondern auch niedergehender Militär... Daher eine Menge soziale Beziehungen...“[6] und bekennt: „Mir ist das Buch trotz allem lieb. Es ist fast in einem Zuge geschrieben[A 1], mit einer Heftigkeit der inneren Anteilnahme wie sonst kaum etwas von mir...“[7]
  - am 25. Juli 1905 an Inés Schmied: „Dieses Buch ist gänzlich mißverstanden worden. Man hat es auch nur für einen Erguß der Sinnlichkeit gehalten: es ist mehr...“[8]
- Nach Anger habe Heinrich Mann beim Schreiben der Ute-Ende-Passagen des Romans seine geliebte Schwester Carla, die sich als Schauspielerin durchsetzen wollte, vor Augen gehabt. In dem Zusammenhang zitiert Anger[9] aus „Ein Zeitalter wird besichtigt“: „Ich sehe sie, als ob sie lebte, sich entfalten; aufrecht in dem langen, eng angeschmiegten Kleid, wie sie damals getragen wurden. Sie … sprach mit der Zuversicht ihrer zwanzig Jahre.“

## Rezeption
Zeitgenossen
- Thomas Mann
  - schreibt am 5. Dezember 1903 nach der Lektüre an den Bruder: „...was Du machst, ist krank... weil es das Resultat einer schiefen und unnatürlichen Entwicklung ist…“[10] und urteilt: „…ich vermisse jede Strenge, jede Geschlossenheit, jede sprachliche Haltung.“[11]
  - schreibt am 30. Dezember 1903 unter dem Eindruck der Lektüre an Kurt Martens: „Ich bin rathlos.“[12]
  - ist am 17. Januar 1906 von der Offenheit des Bruders irritiert. So schreibt er ihm: „Du bist absolut. Ich dagegen habe geruht, mir eine Verfassung zu geben“.[13]
- 20. November 1904: Die Mutter Julia Mann an den Sohn: „Daß Du in der Jagd nach Liebe in zu gewagter Weise Münchener bekannte Persönlichkeiten hineinzogst, ist Löhr[A 2] in seiner Stellung etwas unangenehm…“[14]
- 1903 bis 1909 besprachen den Roman noch Adolf Dannegger[15] (1903), Georg Jacob Wolf (1904), Kurt Aram (1904), Leo Greiner (1904), René Schickele (1904), Paul Friedrich (1905), Julie Speyer[16] (1905) und Lion Feuchtwanger (1909)[17].

Spätere Äußerungen
- 17. April 1958: Alfred Kantorowicz[18] merkt dem Text, der in einem reichlichen halben Jahr geschrieben wurde, die Überhastung an.
- Anger[19] zitiert aus Briefen der Schwestern Julia und Carla, die nach der Lektüre des Romans an den Bruder schreiben.
- Ebersbach[20] bezeichnet die Erbschleicherei Utes am Sterbebett Claudes als eine „ins Leben verlegte komödiantische Glanzleistung“.
- Der Roman wurde seit Dezember 1900 geplant und im ersten Halbjahr 1903 geschrieben. Er strahle „schlichte Menschlichkeit und Wärme aus“.[21]
- Im Roman sei „Nietzsches ‚Wille zur Macht‘ umgesetzt in realistisch-satirische Gesellschaftsszenen“.[22]
- Ute, die Möchtegern-Künstlerin, erreiche ihre schauspielerische Höchstform am Romanschluss, indem sie sich Claude auf seinem Sterbebett doch noch hingeben will, um das Erbe zu ergattern.[23]

„Die Jagd nach Liebe war ja unverkennbar ein Schlüsselroman. Daß die Schauspielerin Ute Ende viele Züge Carlas trug, mochte noch Privatsache der Geschwister sein. Aber neben ihr kam ganz München vor, das Schwabinger
›Künstlervölkchen‹ ebenso wie die ›gute Gesellschaft‹ – erstaunlich, wie genau Heinrich die Stadt kannte, in der er doch selten und immer nur kurz weilte! Jedermann erkannte in Claude Marehn den damals fünfundzwanzigjährigen Gründer der Insel und Literaturmäzen Alfred Walter Heymel, jedermann erkannte die Gräfin Franziska Reventlow – eine Lübeckerin noch dazu! –, jeder erkannte jeden oder glaubte ihn zu erkennen, stadtbekannte Maler, Dichter, Theaterdirektoren, Grundstücksspekulanten, Industrielle, Bankiers, Aristokraten, hundert und mehr, und wenn auch keine ›Schlüssel‹ zu dem Roman umliefen wie bei Buddenbrooks, so hatte München doch einen Gesellschaftsskandal, der in nichts der Lübecker Aufregung nachstand.“

## Bühnenadaption
- 2014: Die Jagd nach Liebe im Residenztheater

## Ausgaben
- Die Jagd nach Liebe. Albert Langen, München 1903.
- Die Jagd nach Liebe. Ein Roman. Wolff, Leipzig 1916.
- Die Jagd nach Liebe. Roman. Aufbau-Verlag, Berlin (DDR) / Weimar 1957 (erschien ohne das Nachwort[25] von Alfred Kantorowicz, der während des Drucks in den Westen Deutschlands geflüchtet war).
- Die Jagd nach Liebe. Band 3 der Gesammelten Werke. Aufbau-Verlag, Berlin/Weimar 1969.
- Die Jagd nach Liebe. Roman. Studienausgabe in Einzelbänden. Mit einem Nachwort von Alfred Kantorowicz und einem Materialienanhang zusammengestellt von Peter-Paul Schneider. Fischer-TB, Frankfurt 1987 (3. Aufl. 2006), ISBN 3-596-25923-1.